# UWC México 30
UWC México 30: Leyva vs. Galera fue un evento de artes marciales mixtas producido por Ultimate Warrior Challenge México, que se llevó a cabo el 26 de noviembre de 2021 en el Entram Gym de Tijuana, Baja California, México.